# Playa de la Casita Azul
La playa de la Casita Azul es una playa de Isla Cristina, en la costa onubense de la Luz, al suroeste de España.
Se encuentra junto con un caserón que, por estar originalmente pintado de azul, le da nombre. La carretera que une Isla Cristina con Islantilla corre paralela a la playa, separada de esta por una zona de pinar autóctono. Está inmediatamente al este de la playa del Hoyo y al oeste de la playa de La Redondela.
La Casita Azul, edificio por el cual es conocida su playa, era una antigua casa forestal en la que durante muchos años sus habitantes cuidaban del entorno de los pinares isleños. 
El edificio ha sido rehabilitado como Centro de Interpretación de la Naturaleza, un espacio para la dinamización medioambiental y turística, donde se fusionan la participación y el conocimiento del entorno. Además, en él se localiza la sede del Departamento Municipal de Medio Ambiente. El proyecto denominado Playa Casita Azul ha modernizado las instalaciones con un gran foto-mosaico de los paisajes del municipio, con un camaleón como elemento conductor a través de los diferentes paneles informativos presentados por isleños de diversos colectivos representativos del municipio, tales como comerciantes, voluntarios, salineros, deportistas o rederos.

## Entorno natural
La playa la encuentra a unos dos kilómetros del casco urbano de Isla Cristina y a unos 4 km de su ayuntamiento. La playa es de las más anchas del término municipal y en los últimos años ha sufrido alguna merma debido a diversos temporales. Se está llevando un programa de regeneración dunar para proteger el pinar y montebajo característico de esta zona y regenerar el cordón dunar continuo de esta zona de la costa.
El núcleo de Playa del Hoyo se encuentra a la espalda del caserío de la casita Azul, con una población empadronada de 9 habitantes en 2008.
El pinar lo gestiona el INIA y está estrictamente prohibido el marisqueo así como la pesca sin licencia bajo onerosas multas y la acampada tanto con tienda como con autocaravana.

## Instalaciones y servicios
El antiguo trazado de la carretera que une Isla Cristina y La Antilla ha sido adecuado para aparcamientos y se han habilitado varios caminos que lo unen con la entrada principal a la playa, donde hay un chiringuito tras las dunas. Existen duchas y baños públicos en el acceso a la playa.
Durante la época estival existe un puesto fijo de Protección Civil con un puesto vigía para bañistas y embarcaciones que precisen ayuda. La policía municipal también hace rondas de vigilancia con cierta frecuencia.